# Начелници Генералштаба (Југославија)

## Начелник штаба Врховне командеВојске Краљевине СХС(1918—1920)
| Слика | Име           | Чин     | Време службовања                | Белешка                                           |
| ----- | ------------- | ------- | ------------------------------- | ------------------------------------------------- |
|       | Живојин Мишић | Војвода | 1. децембар 1918 — 5. мај 1920. | Врховна команда постала ђенералштаб 1920. године. |

## Начелници Главног ЂенералштабаВојске Краљевине СХС/Југославије(1920—1941)
| Слика | Име                  | Чин                           | Време службовања                      | Белешка                                                                      |
| ----- | -------------------- | ----------------------------- | ------------------------------------- | ---------------------------------------------------------------------------- |
|       | Живојин Мишић        | Војвода                       | 5. мај 1920 — 20. јануар 1921.        | Преминуо на дужности                                                         |
|       | Петар Пешић          | Генерал                       | 21. јануар 1921 — 10. март 1921.      | заступник                                                                    |
|       | Петар Бојовић        | Војвода                       | 10. март 1921 — 8. децембар 1921.     |                                                                              |
|       | Петар Пешић          | Генерал                       | 8. децембар 1921 — 4. новембар 1922.  |                                                                              |
|       | Милан Ж. Миловановић | Пуковник / Дивизијски генерал | 4. новембар 1922 — 30. јул 1924.      | заступник                                                                    |
|       | Петар Пешић          | Армијски генерал              | 30. јул 1924 — 11. април 1929.        |                                                                              |
|       | Милан Ж. Миловановић | Армијски генерал              | 11. април 1929 — 18. април 1934.      |                                                                              |
|       | Петар Косић          | Дивизијски генерал            | 18. април 1934 — 1. јун 1934.         | заступник                                                                    |
|       | Милан Недић          | Армијски генерал              | 1. јун 1934 — 9. март 1935            |                                                                              |
|       | Петар Косић          | Дивизијски генерал            | 10. март 1935 — 12. мај 1935.         | заступник                                                                    |
|       | Љубомир Марић        | Армијски генерал              | 12. мај 1935 — 8. март 1936.          |                                                                              |
|       | Петар Косић          | Дивизијски генерал            | 8. март 1936 — 6. септембар 1936.     | заступник                                                                    |
|       | Милутин Недић        | Армијски генерал              | 6. септембар 1937 — 25. август 1938.  | вршилац дужности 6. септембар 1936 — 6. септембар 1937. (Дивизијски генерал) |
|       | Михаило Боди         | Дивизијски генерал            | 25. август 1938 — 15. септембар 1938. | заступник                                                                    |
|       | Душан Симовић        | Армијски генерал              | 15. септембар 1938 — 3. јануар 1940.  |                                                                              |
|       | Петар Косић          | Армијски генерал              | 3. јануар 1940 — 27. март 1941.       |                                                                              |
|       | Душан Симовић        | Армијски генерал              | 27. март 1941 — 3. април 1941.        | Начелник Штаба врховне команде у Априлском рату                              |

## Начелници штаба Врховне командеЈугословенске војске(1941)
| Слика | Име                | Чин              | Време службовања                 | Белешка |
| ----- | ------------------ | ---------------- | -------------------------------- | ------- |
|       | Душан Симовић      | Армијски генерал | 3. април 1941 — 14. април 1941.  |         |
|       | Данило Калафатовић | Армијски генерал | 15. април 1941 — 17. април 1941. |         |

## Начелник штаба Врховне командеЈугословенске војскеван отаџбине(1941—1942)
| Слика | Име           | Чин         | Време службовања | Белешка                                                                                               |
| ----- | ------------- | ----------- | ---------------- | --- |
|       | Миодраг Лозић | Потпуковник | 1941—1942        | 10. јуна укинута Врховна команда у Каиру и образована Команда Југословенских трупа на Блиском истоку. |

## Начелник штаба Врховне командеЈугословенске војскеу отаџбини[а](1942—1945)
| Слика | Име                 | Чин              | Време службовања | Белешка |
| ----- | ------------------- | ---------------- | ---------------- | --- |
|       | Драгољуб Михаиловић | Армијски генерал | 1942—1944        | 10. јуна 1942. До 17. јуна 1942, Дивизијски генерал. Од 29. августа 1944. године разрешен дужности и стављен на располагање.                                  |
|       | Миодраг Дамјановић  | Бригадни генерал | 1944—1945        | Од 18. децембра 1944. године помоћник до 1. марта 1945. године, када је власт пренета на владу ДФЈ која је пренела војна овлашћења на Врховни штаб НОВ и ПОЈ. |

## Начелник Врховног штабаНародноослободилачке војске Југославије(1941—1945)
| Слика | Име            | Чин                                        | Почетак мандата  | Крај мандата  | Белешка |
| ----- | -------------- | ------------------------------------------ | ---------------- | ------------- | ------- |
|       | Арсо Јовановић | капетан прве класе ЈВ генерал-лајтант НОВЈ | 22. јануар 1942. | 1. март 1945. |         |

## Начелници ГенералштабаЈНА(1945—1992)
| Слика | Име             | Чин                        | Почетак мандата     | Крај мандата        | Белешка          |
| ----- | --------------- | -------------------------- | ------------------- | ------------------- | ---------------- |
|       | Арсо Јовановић  | Генерал-лајтант            | 1. март 1945.       | 15. септембар 1945. |                  |
|       | Коча Поповић    | Генерал-пуковник           | 15. септембар 1945. | 27. јануар 1953.    |                  |
|       | Пеко Дапчевић   | Генерал-пуковник           | 27. јануар 1953.    | 29. април 1955.     |                  |
|       | Љубо Вучковић   | Генерал-пуковник           | 29. април 1955.     | 16. јун 1961.       |                  |
|       | Раде Хамовић    | Генерал-пуковник           | 16. јун 1961.       | 15. јун 1967.       |                  |
|       | Милош Шумоња    | Генерал-пуковник           | 15. јун 1967.       | 5. јануар 1970.     |                  |
|       | Виктор Бубањ    | Генерал-пуковник авијације | 5. јануар 1970.     | 15. октобар 1972.   |                  |
|       | Стане Поточар   | Генерал-пуковник           | 15. октобар 1972.   | 10. јул 1979.       |                  |
|       | Бранко Мамула   | Адмирал                    | 10. јул 1979.       | 5. мај 1982.        |                  |
|       | Петар Грачанин  | Генерал-пуковник           | 5. мај 1982.        | 1. септембар 1985.  |                  |
|       | Зорко Чанади    | Генерал-пуковник           | 1. септембар 1985.  | 15. септембар 1987. |                  |
|       | Стеван Мирковић | Генерал-пуковник           | 15. септембар 1987. | 29. септембар 1989. |                  |
|       | Благоје Аџић    | Генерал-пуковник           | 29. септембар 1989. | 27. фебруар 1992.   |                  |
|       | Живота Панић    | Генерал-пуковник           | 27. фебруар 1992.   | 20. мај 1992.       | вршилац дужности |

## Начелници ГенералштабаВојске Југославије(1992—2003)
| Слика | Име              | Чин              | Време службовања | Белешка |
| ----- | ---------------- | ---------------- | ---------------- | ------- |
|       | Живота Панић     | Генерал-пуковник | 1992—1993        |         |
|       | Момчило Перишић  | Генерал-пуковник | 1993—1998        |         |
|       | Драгољуб Ојданић | Генерал-армије   | 1998—2000        |         |
|       | Небојша Павковић | Генерал-пуковник | 2000—2002        |         |
|       | Бранко Крга      | Генерал-пуковник | 2002—2003        |         |

## Начелници ГенералштабаВојске Србије и Црне Горе(2003—2006)
| Слика | Име           | Чин                 | Време службовања | Белешка                                                                               |
| ----- | ------------- | ------------------- | ---------------- | ------------------------------------------------------------------------------------- |
|       | Бранко Крга   | Генерал-пуковник    | 2003—2004        |                                                                                       |
|       | Драган Паскаш | Генерал-потпуковник | 2004—2005        |                                                                                       |
|       | Љубиша Јокић  | Генерал-потпуковник | 2005—2006        | Наследила су га два генерала, Војске Србије и Војске Црне Горе као независних држава. |

## Видите још
- Начелник Генералштаба Војске Србије
- Начелник Генералштаба Војске Црне Горе
- Начелник Генералштаба Армије Републике Северне Македоније
- Списак министара одбране Југославије